# Кос, Марта
Марта Кос (словен. Marta Kos-Punjenje Paprike; род. 28 июня 1965, Шемпетер при Горици, Шемпетер-Вртойба) — словенская журналистка, дипломат и политический деятель. Экс-заместитель председателя партии Движение «Свобода». В прошлом — посол Словении в Германии (2013—2017), посол в Швейцарии и посол-нерезидент в Латвии и Лихтенштейне (2017—2020). Награждена Большим крестом заслуг ордена «За заслуги перед Федеративной Республикой Германия». Кандидат в президенты Словении на выборах 2022 года.
17 сентября 2024 года назначена европейским комиссаром по вопросам расширения Европейского союза и восстановления Украины.

## Биография
Сестра Драго Коса, президента Группы государств по борьбе с коррупцией (ГРЕКО) в 2002—2011 годах.
В юности была выдающейся пловчихой, многократной чемпионкой Словении и Югославии.
Окончила факультет общественных наук Люблянского университета, где изучала журналистику. Получила награду имени Франце Прешерна за лучшую дипломную работу.
Работала журналисткой в отделе спортивных новостей, затем корреспондентом государственной телерадиокомпании RTV Slovenija в Германии. В 1997—1999 годах — официальный представитель правительства Янеза Дрновшека. Затем работала в Торгово-промышленной палате Словении, где также была вице-президентом по международному сотрудничеству. В 2003—2014 годах работала коучем в швейцарской тренинговой компании Gustav Käser Training International.
В мае 2013 года по приглашению премьер-министра Аленки Братушек заняла пост посла Словении в Германии. В 2016 году ежемесячный журнал Diplomatisches Magazin выбрал её для получения награды «Посол года» за выдающийся вклад в укрепление социальных, экономических и культурных отношений между Словенией и Германией. Президент Германии Франк-Вальтер Штайнмайер наградил её Большим крестом заслуг ордена «За заслуги перед Федеративной Республикой Германия». В 2017 году сменила Франца Микшу на посту посла Словении в Швейцарии и посла-нерезидента в Латвии и Лихтенштейне. В июне 2020 года подала в отставку из-за несогласия с внешней политикой Словении. Осталась жить в Швейцарии. С тех пор работает в собственной компании и занимается тренингами в области лидерства и личностного роста.
В июне 2021 года стала одной из 4 соосновательниц (вместе с адвокатом Наташей Пирц-Мусар) и президентом словенской ассоциации женщин-экспертов ONA VE («Она знает»). Основная цель ассоциации — добиться равного гендерного представительства в СМИ и на публичных мероприятиях.
21 июня 2022 года стала первой, кто выдвинул свою кандидатуру в президенты Словении на предстоящих выборах. Позднее свои кандидатуры выставили адвокат Наташа Пирц-Мусар, которую поддержал бывший президент Милан Кучан, психоаналитик Нина Крайник, музыкант Грегор Безеншек (Gregor Bezenšek), выступающий под псевдонимом SoulGreg Artist, и бывший министр иностранных дел Анже Логар от Словенской демократической партии. В случае её избрания члены Движения «Свобода» заняли бы три важнейших поста первых лиц Словении (Роберт Голоб — председатель правительства, Уршка Клакочар-Зупанчич — председатель Государственного собрания). 
Однако затем она неожиданно сняла свою кандидатуру и ушла с поста вице-председателя Движения «Свобода». После отставки Татьяны Бобнар с поста министра внутренних дел из-за конфликта с премьер-министром Робертом Голобом она также вышла из Движения «Свобода» в 2023 году, объяснив это тем, что это больше не её партия и поддержав тем самым Бобнар. 
17 сентября 2024 года назначена европейским комиссаром по вопросам расширения Европейского союза и восстановления Украины в комиссии под председательством Урсулы фон дер Ляйен на период 2024—2029 годов.